# Liu Wenzhe
Liu Wenzhe (chinesisch 刘文哲; * 7. Oktober 1940 in Harbin; † 20. September 2011 in Peking) war ein chinesischer Schachspieler und -trainer. Er war der erste chinesische Schachmeister von internationalem Rang.

## Karriere
Nach eigenen Angaben erlernte er im Kindesalter zunächst Weiqi und Xiangqi. Im Jahre 1951 zog seine Familie nach Peking, dort gewann er 1955 die Jugendmeisterschaft im Xiangqi. Kurz darauf lernte er das Schachspiel kennen und verbrachte viel Zeit in einer Bibliothek, um sich mit dessen Theorie vertraut zu machen. 1961 begann er als Schachtrainer zu arbeiten.
Im Dezember 1965 konnte er als erster chinesischer Schachspieler einen Großmeister besiegen, indem er in einem Wettkampf zwischen China und der Sowjetunion gegen Nikolai Krogius gewann. Während der Kulturrevolution musste Liu Wenzhe seine schachlichen Aktivitäten einstellen und lebte in Armut. 
Bei der Schacholympiade 1978 in Buenos Aires machte er auf sich aufmerksam, als er gegen Johannes Hendrikus Donner in 20 Zügen gewann. Im Jahre 1980 wurde Liu Wenzhe der Titel Internationaler Meister verliehen. 
Liu gewann die chinesische Einzelmeisterschaft 1980 und 1982. Mit der chinesischen Mannschaft nahm er an den Schacholympiaden 1978 (am dritten Brett), 1980 und 1982 (jeweils am Spitzenbrett) teil und erreichte insgesamt 16 Punkte aus 37 Partien. Bei der asiatischen Mannschaftsmeisterschaft gehörte er 1979 (am zweiten Brett), 1981 (am Spitzenbrett), 1991 und 1993 (jeweils am zweiten Reservebrett) zur chinesischen Mannschaft, die den Wettbewerb 1991 gewann, und erreichte insgesamt 12 Punkte aus 17 Partien. In China spielte Liu Wenzhe für die Mannschaft von Guangdong, die in der chinesischen Liga (Chinese Chess League, CCL) vertreten ist.
1986 wurde er auf den Posten des Cheftrainers des chinesischen Instituts für Schach und zum Cheftrainer der chinesischen Schachnationalmannschaft ernannt. Ab 1992 hielt er mehrere Kurse zur Ausbildung von Schachtrainern ab, die von mehr als 150 Teilnehmern absolviert wurden. 
2002 wurde ein von Liu verfasstes Buch in englischer Sprache veröffentlicht. In diesem behandelt er die Fortschritte der chinesischen Spieler seit den 1980er Jahren und versucht Charakteristika einer chinesischen Schachschule herauszuarbeiten. Dabei bezeichnet er die Chinesische Philosophie als grundlegend für eine „Kunst des Denkens“ und grenzt sich insbesondere von der Sowjetischen Schachschule ab, die seiner Ansicht nach innerhalb von 20 bis 50 Jahren abgelöst werden soll. 
Im Juli 2000 erreichte Liu seine höchste Elo-Zahl von 2473, diese blieb bis zu seinem Tod gültig, da er danach keine gewertete Partie mehr spielte.